# Busseola convexilimba
Busseola convexilimba är en fjärilsart som beskrevs av Embrik Strand 1913. Busseola convexilimba ingår i släktet Busseola och familjen nattflyn. Inga underarter finns listade i Catalogue of Life.